# Kukowska Gajka
Kukowska Gajka (598 m) – szczyt w Grupie Żurawnicy, która w regionalizacji fizycznogeograficznej Polski według Jerzego Kondrackiego zaliczana jest do Beskidu Małego, w nowszej regionalizacji z 2018 roku do Pasm Pewelsko-Krzeszowskich.
Kukowska Gajka znajduje się w zachodniej części Grupy Żurawnicy. Jej nazwa pochodzi od wsi Kuków w województwie małopolskim, w powiecie suskim, w gminie Stryszawa, ale wbrew swojej nazwie nie znajduje się ona w obrębie tej wsi, lecz należy do sąsiedniej wsi Krzeszów (także w gminie Stryszawa). Sąsiaduje ze wzniesieniami Capia Górka, Góra Sołowa i Kapalówka. Słowo „Gajka” w Polsce występuje tylko na Żywiecczyźnie i stosowane jest do określenia zagajników, niedużego lasu, rzadko szczytu lub miejscowości. Częściej spotykane jest na Słowacji i w Czechach (jako Hajka).
Kukowska Gajka nazywana bywa także Uboczą. Andrzej Matuszczyk w swoim przewodniku turystycznym nazywa ją Capią Górką. Aleksy Siemionow zdrobnienie to uważa za nieporozumienie, gdyż Kukowska Gajka to dość wysoki i rozległy szczyt, zaś nazwa Capia Górka odnosi się do innego wzniesienia (mapa Geoportalu lokalizuje go po południowo-wschodniej stronie Kukowskiej Gajki).
Jest porośnięta lasem, ale jej podnóża to pola uprawne wsi Krzeszów. Pomiędzy nią a Capią Górką jest osiedle Międzygronia (Międzygronie). Nie prowadzi przez nią żaden szlak turystyczny, ale przewodnik „Beskid Mały” podaje opis turystycznego przejścia przez to wzniesienie. Na skraju lasu pod szczycikiem Kukowskiej Gajki jest krzyż, spod którego rozciąga się widok na Żurawnicę, Palusową Górę, Harańczykową Górę, w tle Leskowiec.